# Monodontomerus acrostigmus
Monodontomerus acrostigmus är en stekelart som beskrevs av Grissell 2000. Monodontomerus acrostigmus ingår i släktet Monodontomerus och familjen gallglanssteklar. Inga underarter finns listade i Catalogue of Life.